# نووسیولکا (شهرستان کاراایدلسکی، باشقیرستان)
نووسیولکا (انگلیسی: Novosyolka, Karaidelsky District, Republic of Bashkortostan) یک شهرک در شهرستان کاراایدلسکی استان باشقیرستان کشور روسیه است.